# Веріті (фільм)
«Веріті» (англ. Verity) — майбутній американський психологічний романтичний трилер режисера Майкла Шоуолтера за сценарієм Ніколаса Антоски, заснований на однойменному романі Коллін Гувер 2018 року. У головних ролях Енн Гетевей, Джош Гартнетт та Дакота Джонсон.

## Синопсис
Лоуен Ешлі — письменниця, яка шукає роботу. З нею зв'язується Джеремі Кроуфорд. Дружина Джеремі — авторка бестселерів Веріті Кроуфорд, і через загадковий нещасний випадок вона не може завершити свою успішну серію книг. Джеремі просить Лоуен завершити серію, і під час роботи над нею знаходить рукопис, який ставить під сумнів психологічний стан Веріті та можливі зв'язки з її публікаціями.

## Акторський склад
| Актор                | Роль             |
| -------------------- | ---------------- |
| Енн Гетевей          | Веріті Кроуфорд  |
| Джош Гартнетт        | Джеремі Кроуфорд |
| Дакота Джонсон       | Лоуен Ешлі       |
| Ісмаель Крус Кордова | Корі             |
| Брейді Вагнер        | Крю Кроуфорд     |
| Ірина Дворовенко     |                  |

## Виробництво
Екранізацію роману Коллін Гувер «Веріті» розробляли Нік Антоска та Алекс Хедлунд. Вони найняли Ейпріл Магуайр та Вілла Гонлі для написання сценарію до листопада 2020 року для тодішньої Amazon Studios. У травні 2024 року Гіларі Зейтц була найнята для переписування сценарію. Після додаткової роботи над чернетками від Анджели ЛаМанни, Антоска сам завершував роботу над сценарієм у листопаді 2024 року, коли Майкл Шоуолтер підписав контракт на режисуру фільму, а Енн Гетевей погодилася виконати головну роль. Наступного місяця до акторського складу приєдналися Джош Хартнетт та Дакота Джонсон. У лютому 2025 року Ісмаель Круз Кордова, Брейді Вагнер, Ірина Дворовенко, Кей Кей Моггі та Майкл Ебботт-молодший були затверджені на нерозголошені ролі.
Основні зйомки розпочалися у лютому 2025 року. Виробництво завершилося у квітні 2025 року.

## Реліз
Вихід фільму у Сполучених Штатах заплановано на 2 жовтня 2026 року. Перш ніж отримати поточну, його випуск мав відбутися 15 травня 2026 року.